# Élections générales portoricaines de 2012
Les élections générales de 2012 à Porto Rico ont eu lieu le 6 novembre 2012 pour élire le gouverneur de Porto Rico. 
Le titulaire du poste, le gouverneur Luis Fortuño (membre du Nouveau parti progressiste) a couru pour un second mandat lors de cette élection. Son principal adversaire était le candidat du Parti populaire démocrate (PPD), le sénateur Alejandro García Padilla. 
L'élection a été remportée de justesse par García Padilla. Ainsi, le gouvernement est "partagé" pour la deuxième fois puisque le nouveau gouverneur conserve comme commissaire résident, le colistier de Fortuño, Pedro Pierluisi.

## Résultats

### Gouverneur
| Candidat                 | Parti                             | Votes   | %     |
| ------------------------ | --------------------------------- | ------- | ----- |
| Alejandro García Padilla | Parti populaire démocrate         | 896 060 | 47,73 |
| Luis Fortuño             | Nouveau parti progressiste        | 884 775 | 47,13 |
| Juan Dalmau              | Parti indépendantiste portoricain | 49 065  | 2,63  |

### Législatives
| Parti                                   | Sièges |
| --------------------------------------- | ------ |
| Parti populaire démocrate (PPD)         | 28     |
| Nouveau parti progressiste (NPP)        | 23     |
| Parti indépendantiste portoricain (PIP) | 0      |
| Total                                   | 51     |